# Sociedad Rumana de Televisión
Societatea Română de Televiziune (en español: «Sociedad Rumana de Televisión»), más conocida por su marca comercial Televiziunea Română (TVR), es la empresa pública de televisión de Rumanía. Fundada el 31 de diciembre de 1956, en la actualidad gestiona tres canales nacionales, seis canales regionales, una señal para Moldavia y un canal internacional. 
TVR es una empresa independiente de la radio pública (Sociedad Rumana de Radiodifusión, SRR). Ambas son miembros de la Unión Europea de Radiodifusión desde 1993.

## Historia

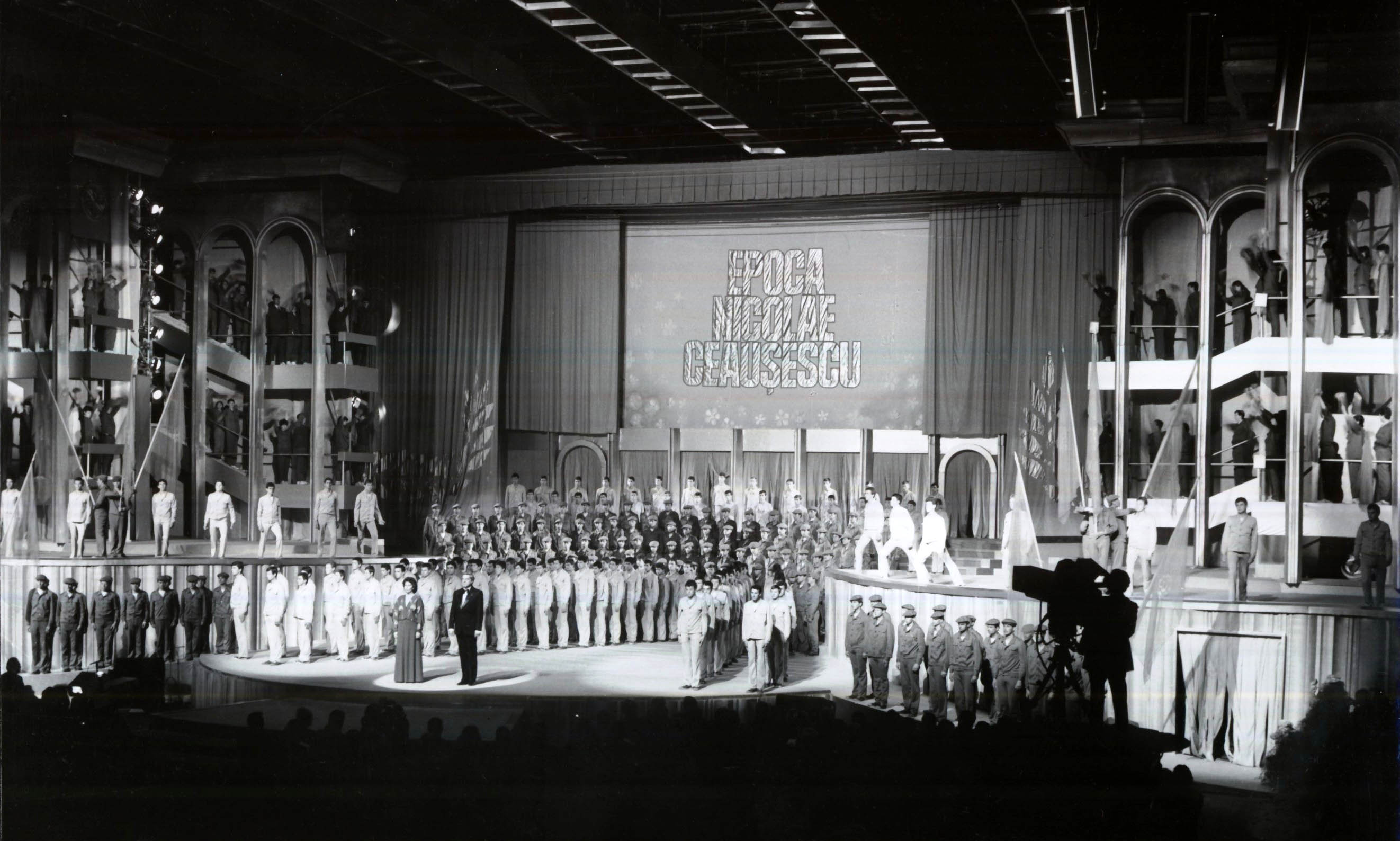
Grabación de La era de Ceauşescu (1986), dedicado al culto a la personalidad de Nicolae Ceauşescu.

Sede de la TVR con un monumento a la revolución rumana de 1989.

La primera emisión oficial de la Televisión Rumana (TVR) tuvo lugar el 31 de diciembre de 1956 desde un edificio en la calle Molière de Bucarest, y pudo verse en la capital gracias a una antena emisora situada en la Casa de la Prensa Comunista (Casa Scanteii). Un año después se hizo la primera retransmisión exterior en directo y la primera transmisión deportiva, además de extender la cobertura al área metropolitana bucarestina. En 1958 comenzó el noticiero Jurnalul Televiziunii («Diario de la televisión»), que más tarde pasaría a llamarser Telejurnal («Telediario») con dos ediciones a lo largo del día. Como Rumanía era entonces un estado socialista, la información estaba controlada por el gobierno a través del comité de la Radioteleviziunea Română («Radiotelevisión Rumana»)
TVR mejoró su señal en la década de 1960 con la compra de unidades móviles y un acuerdo de colaboración con Yugoslavia para la interconexión de sus redes. La empresa se trasladó a un nuevo edificio, el Centro de Televisión de Bucarest, y el 2 de mayo de 1968 inició las emisiones del segundo canal TVR2. La programación del primero cubría la mayor parte del día, mientras que el segundo era experimental. La televisión en color no llegó hasta agosto de 1983 y a pesar de que la mayoría de países comunistas usaban el estándar SECAM, en Rumanía se adoptó el sistema PAL.
Durante el tiempo que Nicolae Ceauşescu presidió Rumanía, la programación de TVR consistía en noticias y programas dedicados al culto a su personalidad y a los valores del sistema socialista, intensificando el control sobre la información. Además, el servicio se vio afectado por la grave crisis económica del país en la década de 1980; justificándolo como «ahorro energético» por la acuciante falta de electricidad, el 20 de enero de 1985 se cerró el segundo canal mientras que TVR1 restringió sus emisiones a dos horas diarias, desde las 20:00 hasta las 22:00, ampliadas a tres en 1988. El segundo canal no reabriría hasta 1990.
La revolución rumana de 1989 tuvo a TVR como una de sus protagonistas al ofrecer dos de sus episodios clave. El primero fue el discurso de Ceauşescu del 21 de diciembre desde la sede del Comité Central del Partido Comunista, en el que parte de la población de Bucarest vitoreó a los disidentes de Timisoara. Al no poder controla la situación, la señal de TVR se cortó. Al día siguiente, el canal fue tomado por el Frente de Salvación Nacional, que lo rebautizó brevemente como Televiziunea Română Liberă («Televisión Rumana Libre»), símbolo de la caída del poder del régimen comunista. La otra retransmisión importante fue la ejecución de Ceauşescu y su esposa el 25 de diciembre, horas después de haberse producido.
Con la llegada de la democracia, el gobierno de Rumanía dividió en 1994 la radiotelevisión en dos empresas: radio (Sociedad Rumana de Radiodifusión) y televisión (Sociedad Rumana de Televisión). TVR tuvo que enfrentar la competencia privada y sufrió una grave crisis de identidad que le llevó a apostar por la programación informativa y de servicio público. En 1995 se creó TVR Internațional, dirigido a la diáspora rumana. En 2003 TVR inauguró el Estudio Pangratti, un nuevo centro de producción de 4.000 metros cuadrados, y en 2008 comenzó a emitir un tercer canal regional (TVR 3), así como pruebas en alta definición.
La labor de TVR se ha visto limitada por las deudas. En 2016, la Unión Europea de Radiodifusión expulsó al grupo de las redes de radio (Euroradio) y televisión (Eurovisión) por el impago de 15 millones de euros.

## Organización
TVR es la empresa de televisión pública de Rumanía y, junto con la Sociedad Rumana de Radiodifusión (radio), conforma la radiodifusión pública del país. Su programación debe basarse en principios del servicio público y se establece como objetivos la independencia editorial, el apoyo a la producción rumana, la promoción de las minorías nacionales y la construcción de una sociedad más justa y humanitaria.
La empresa funciona bajo control del Parlamento rumano, de conformidad con la ley audiovisual de 1994. La cámara elige al presidente del consejo de administración por un periodo de cuatro años. La junta de administración está formada por 13 personas elegidas por una mayoría de diputados y senadores.
El sistema de financiación de TVR es mixto. La mayor parte del presupuesto viene de un impuesto directo (Taxa TV) que cuesta 11 euros al año. El resto se cubre con aportaciones del estado y mediante publicidad, limitada por ley para no perjudicar a las empresas privadas. Los programas no pueden interrumpirse con anuncios.

## Servicios

### Nacional
TVR posee siete canales de televisión.
| Logo | Canal        | Información |
| ---- | ------------ | --- |
|      | TVR 1        | Inició emisiones el 31 de diciembre del 1956. Su programación es generalista e incluye informativos, ficción y entretenimiento. Emite en HD.                                                                             |
|      | TVR 2        | Inició emisiones el 2 de mayo del 1968, cesándolas el 20 de enero del 1985. Volvió a emitir a partir del 19 de febrero del 1990. Se encarga de programas de servicio público, cultura y eventos especiales. Emite en HD. |
|      | TVR 3        | Inició emisiones el 10 de octubre del 2008. Su programación corre a cargo de los centros regionales de TVR. |
|      | TVR Info     | Inició emisiones el 31 de diciembre del 2008, cesándolas el 15 de agosto del 2012. Volvió a emitir a partir del 22 de junio del 2022. Canal de noticias y información. Emite en HD.                                      |
|      | TVR Cultural | Inició emisiones en marzo del 2002, cesándolas el 15 de septiembre del 2012. Volvió a emitir a partir del 1 de diciembre del 2022. Canal de arte y cultura. Emite en HD                                                  |
|      | TVR Folclor  | Inició emisiones el 27 de noviembre del 2023. Canal de folklore. Emite en HD. |
|      | TVR Sport    | Inició emisiones el 30 de marzo del 2024. Canal de deportes. Emite en HD. |

### Regional

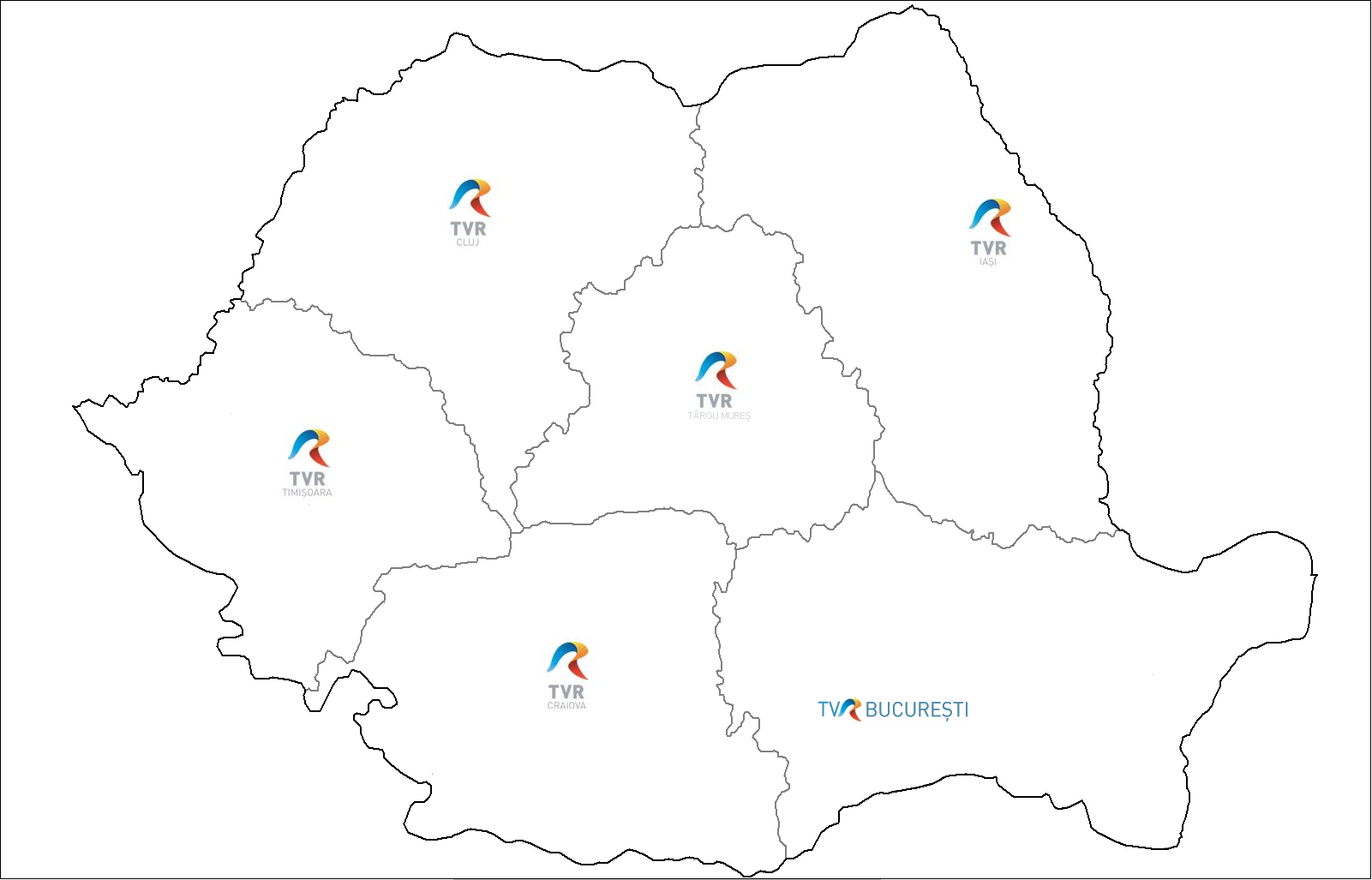
Mapa de centros regionales de TVR.

TVR gestiona una red de seis centros regionales que aportan contenidos a los canales de la sociedad.
| Logo | Canal           | Información                                                                  |
| ---- | --------------- | ---------------------------------------------------------------------------- |
|      | TVR București   | (Bucarest, sureste y Dobruja). Inició emisiones el 19 de marzo del 2007.     |
|      | TVR Cluj        | (Cluj-Napoca, noroeste). Inició emisiones el 3 de enero del 1990.            |
|      | TVR Craiova     | (Craiova, suroeste). Inició emisiones el 1 de diciembre del 1998.            |
|      | TVR Iași        | (Iași, región noreste). Inició emisiones el 3 de noviembre del 1991.         |
|      | TVR Tîrgu Mureș | (Târgu Mureș, Transilvania central). Inició emisiones el 6 de mayo del 2008. |
|      | TVR Timișoara   | (Timișoara, Banato). Inició emisiones el 17 de octubre del 1994.             |

### Internacional
TVR tiene dos canales internacionales:
| Logo | Canal                    | Información                                                                  |
| ---- | ------------------------ | ---------------------------------------------------------------------------- |
|      | TVR Internațional (TVRi) | Canal internacional. Inició emisiones el 1 de diciembre de 1995.             |
|      | TVR Moldova              | Canal específico para Moldavia. Inició emisiones el 1 de diciembre del 2013. |